# David Vondráček
David Vondráček (* 30. dubna 1963, Mariánské Lázně) je český televizní publicista a dokumentarista.

## Dílo
Jako autorský režisér natáčel pro společnost Febio (cykly GEN, GENUS, Jak se žije…). Pro Českou televizi nátačel publicisticko-dokumentární pentalogii o politických dějinách Sudet ve dvacátém století (Zabíjení po česku, Řekni, kde ti mrtví jsou, Sbohem Český koutku, Do země (ne)zaslíbené, Na divokém severu). Pro TV Nova natáčel dokumentární trilogii o všech podobách lásky (Poblázněný Amor, Byl lásky (ne)čas, Valentýnský nářez) a dokumentární leporelo o všech podobách bláznovství: O lidech a bláznech. Natočil také celovečerní filmový dokument Láska v hrobě.
Natočil dokumentární film Poslední naděje Věry Bílé. Během dokončování zpěvačka Věra Bílá náhle zemřela.
Pro publicistické pořady Novy Na vlastní oči, ČT - Hromosvod, Karle, přepni to..., Fakta, Nadoraz a Reportéři ČT natočil šest set autorských reportáží.
Je zaměstnán jako reportér v publicistickém pořadu Reportéři ČT.

### Oceněné snímky
- Zabíjení po česku – Cena časopisu Respekt a Cena Franze Werfela za lidská práva udělená Centrem proti vyhnání.[[3]
- Láska v hrobě – Český lev 2012, Cena české filmové kritiky, První cena – Festival nezávislého filmu v Římě, Zlatý ledňáček, Trilobit.
- Zvláštní uznání poroty na soutěži Prix Circom za snímek Poslední naděje Věry Bílé [4]

V soutěži Syndikátu novinářů a společnosti Pro Bohemia Na pomoc památkám 2017 získal dvě první ceny, a to za televizní reportáže Šlechtic s buldozerem a Zámky s novou krví. V roce 2021 získal první místo za reportáž o záchraně pražského nádraží Vyšehrad s názvem Památková spekulace. Dvě druhá místa obsadil v sekci video Czech Press Photo za reportáže Dáma republika a Mnichovská zrada?

### Další díla
- Kniha rozhovorů Josefa Mlejnka s Davidem Vondráčkem o jeho tvorbě dokumentů týkající se moderních středoeveropských dějin[5]
- Poslední naděje Věry Bílé (2018), scénář a režie David Vondráček, kamera Roman Šantúr
- Karel Janeček, svět podle algoritmu (2014)
- Návraty dokumentaristů (2012)
- Rozhořčené (2012)
- Na divokém severu (2011–2012)
- Řekni, kde ty obce jsou (2011)
- Sbohem český koutku (2010)
- Řekni, kde ti mrtví jsou (2010)
- České milování (2009)
- Do země (ne)zaslíbené (2008)
- Zapadlý vlastenec (2001)